# Eleutherodactylus jugans
Eleutherodactylus jugans är en groddjursart som beskrevs av Cochran 1937. Eleutherodactylus jugans ingår i släktet Eleutherodactylus och familjen Eleutherodactylidae. IUCN kategoriserar arten globalt som akut hotad. Inga underarter finns listade i Catalogue of Life.